# Обнажённое танго
«Обнажённое танго» (англ. Naked Tango) — независимый фильм 1990 года, снятый интернациональным коллективом во главе с американцами, режиссёром Леонардом Шрейдером (старший брат режиссёра и сценариста Пола Шредера) и продюсером Дэвидом Вайсманом.
Кровавая эротическая мелодрама с элементами триллера и трагической развязкой, выполненная в стилистике немого кино, хотя сам фильм цветной и содержит диалоги. Танцевальные номера поставлены аргентинским мастером танго Карлосом Риваролой.
Действие происходит в Буэнос-Айресе 1920-х годов.
Идея фильма принадлежит аргентинскому писателю Мануэлю Пуигу. Титры ленты содержат посвящение Пуигу, умершему в 1990 году, вскоре после завершения съёмок «Обнажённого танго».
Это режиссёрский дебют Шрейдера в художественном кинематографе, уже успевшего к тому времени снискать известность в качестве сценариста. Сценарий данной картины также написал он сам.
Лента провалилась в прокате, не окупив и десятой доли затраченных на её производство средств, но после выхода на видео обрела культовый статус среди любителей танго.
Фамилия Боренштейн, которую в фильме носит сутенер Зико, в действительности принадлежала дяде Дэвида Вайсмана, Пинхасу Боренштейну. С 1924 года он был главным кантором синагоги на улице Пасо в Буэнос-Айресе. А в 1945 году кантор Боренштейн проводил бат-мицву для Сипе Линковски, сыгравшей в фильме мадам Боренштейн, мать Зико и хозяйку борделя.

## Сюжет
Сюжет «Обнажённого танго» отчасти основан на истории реального преступного синдиката «Цви Мигдаль», занимавшегося переправкой девушек из еврейских местечек Восточной Европы в бордели Латинской Америки.
Фильм начинается кадрами знаменитого танго Рудольфа Валентино из «Четырёх всадников Апокалипсиса». На их фоне идут открывающие титры.
Сентябрь 1924 года. Почтенный судья Торрес (Рей), после женитьбы в Париже на юной Стефани (Май), возвращается с ней на океанском лайнере на родину в Аргентину. Устав от ревности и деспотизма мужа, Стефани, когда ей представляется удобный случай, решает сбежать от него и начать жизнь заново. Став невольной свидетельницей самоубийства одной из пассажирок, она присваивает вещи и документы покойной. Отныне Стефани выдаёт себя за бедную эмигрантку из Польши, едущую в Буэнос-Айрес как «невеста по переписке» к будущему мужу (Моралес), которого никогда не видела. Поначалу она воспринимает всё как интересное приключение, однако по прибытии выясняется, что «женитьба по почте» — лишь схема по принуждению женщин к проституции, и «новобрачная» оказывается в публичном доме.
Она привлекает внимание таинственного и жестокого гангстера Чоло (Д’Онофрио). Между молодыми людьми завязываются странные отношения, в которых поначалу нет места сексу, ведь единственная страсть Чоло — танго. Бандит требует от девушки безусловного подчинения, но и спасает ей жизнь, когда та оказывается в центре конфликта между еврейским преступным сообществом и итальянской мафией. Наконец, Стефани удаётся сбежать из борделя и вернуться к мужу, однако прошлое напоминает о себе неожиданным визитом Чоло. Судья выставляет наглеца за дверь. Не в силах забыть «короля танго», Стефани тайком от мужа разыскивает Чоло по всему Буэнос-Айресу. Но и за ней самой ведётся слежка — Зико похищает Стефани в надежде получить за неё выкуп от судьи.
В финале гибнут все: Стефани, судья Торрес, Зико и Чоло.

## В ролях
| Актёр             | Роль                                                      |
| ----------------- | --------------------------------------------------------- |
| Матильда Май      | Стефани Торрес, жена судьи / Алба Боренштейн, «жена» Зико |
| Винсент Д’Онофрио | Чоло, король танго и убийца                               |
| Фернандо Рей      | Судья Торрес, муж Стефани                                 |
| Эсай Моралес      | Зико Боренштейн, сутенер                                  |
| Сипе Линковски    | Мама Зико, бандерша                                       |
| Констанс Маккэшин | Флора, проститутка в борделе Зико                         |
| Джош Мостел       | Ювелир Бертони                                            |
| Патрисио Биссо    | Парикмахер Гастон                                         |
| Энтони Пратт      | Капитан корабля                                           |
| Тони Пэйн         | Официант на корабле                                       |
| Доди Шойер        | Иммиграционный чиновник                                   |
| Маркос Войнски    | Высокий итальянский мафиозо                               |
| Рубен Шухмахер    | Маленький итальянский мафиозо                             |
| Хавьер Порталес   | Начальник полиции                                         |
| Серхио Лерер      | Фальшивый раввин                                          |
| Жан-Пьер Регеррас | Босс «Цви Мигдаля»                                        |
| Керри Уорн        | Продавец в магазине                                       |
| Инес Юхновски     | Бебе, проститутка, изображающая девственницу              |

## Работа над фильмом

### Замысел
Предыдущей совместной работой Вайсмана и Шрейдера был фильм 1985 года «Поцелуй женщины-паука» по одноимённому роману аргентинского писателя Мануэля Пуига. Режиссёром фильма был Эктор Бабенко, Вайсман продюсировал ленту, а Шрейдер выступал в качестве автора сценария. Снятый в Бразилии, этот фильм с относительно небольшим бюджетом внезапно оказался весьма успешным, был номинирован Американской киноакадемией в четырёх категориях, а исполнитель главной роли Уильям Херт получил «Оскар» за лучшую мужскую роль. Вайсман рассчитывал повторить достигнутый успех ещё раз.
Идею снять фильм о танго подал Вайсману Мануэль Пуиг, ещё когда тот в 1983 году обратился к аргентинскому писателю за приобретением прав на экранизацию его романа. В разговоре с продюсером Пуиг заметил, что танго, вероятно, скоро вновь войдёт в моду. Он оказался прав. В 1985 году на Бродвей было перенесено французское танцевально-музыкальное шоу Tango Argentino, и его успех привёл к тому, что в Штатах один за другим стали возникать танго-клубы. А в 1986 году Пуиг написал двухактную музыкальную пьесу «Воспоминания о Гарделе» (порт. Gardel, uma lembrança), действие которой происходит в одном из публичных домов Буэнос-Айреса в 1920-е годы. В ней в качестве кордебалета действуют семь проституток-евреек. Когда Пуиг показал свою неопубликованную пьесу Вайсману и Шрейдеру, последнего заинтересовало то обстоятельство, что проститутки почему-то именно еврейки. Начав расспрашивать Пуига, он узнал историю «Цви Мигдаль», или «Варшавского еврейского общества взаимопомощи», как оно первоначально называлось. Тогда у Шрейдера окончательно сложилась идея сценария фильма о танго, действие которого будет разворачиваться в еврейском борделе.

### Конфликт с Пуэнсо
В 1986 году фильм «Официальная версия» аргентинца Луиса Пуэнсо был номинирован на Оскара (и получил его), и режиссёр находился по этому поводу в Лос-Анджелесе. Вайсман и Шрейдер связались с ним, изложили идею и предложили стать режиссёром будущего фильма. Пуэнсо согласился и придумал название Naked Tango. Тем временем Вайсман с головой ушёл в подготовку к производству следующего фильма Бабенко «Чертополох», а Шрейдер сел писать сценарий. Сценарий был готов в 1987 году и вручён Пуэнсо в октябре, когда Вайсман и Шрейдер находились в Буэнос-Айресе. Однако за это время Джейн Фонда уговорила Пуэнсо начать съёмки другого фильма — «Старый гринго», и режиссёр был занят. К тому же, окончательный вариант сценария ему не очень понравился. Поэтому он предложил отложить съёмки «Обнажённого танго» до окончания им работы над «Старым гринго», а Шрейдеру за это время исправить сценарий в соответствии с его пожеланиями. Вайсман был недоволен задержкой, и Шрейдер сумел убедить его, что справится с режиссурой без посторонней помощи. После серьёзной размолвки со Шрейдером и Вайсманом Пуэнсо покинул проект. В готовом фильме от его вклада, по существу, осталось только название. В титрах фильма имя Пуэнсо вообще не значится. Он подал иск на Вайсмана, но суд в Лос-Анджелесе решил дело в пользу продюсера.

### Подготовка к съёмкам
Значительную часть съёмочной группы «Обнажённого танго» составили люди, работавшие над «Поцелуем женщины-паука». Сопродюсером ленты стала известная художница по костюмам Милена Канонеро. Она взяла на себя контроль и координацию работы части группы, отвечающей за внешний облик фильма, — художника-постановщика, художника по костюмам, дизайнера причесок, костюмеров, гримёров, декораторов и т. п. Канонеро же предложила Вайсману взять в проект англичанина Энтони Пратта в качестве художника-постановщика.

### Подбор актёров
Во время пребывания Вайсмана и Шрейдера в Южной Америке, где они собирали материал для будущего фильма, Мануэль Пуиг познакомил их со своим другом, испанским актёром Фернандо Реем, который в то время находился в Бразилии на съёмках «Луны над Парадором». Ознакомившись со сценарием, Рей дал своё согласие на участие в будущей картине в роли престарелого мужа главной героини.
Роль Чоло первоначально писалась для Уильяма Хёрта. Однако Хёрт как раз оказался втянут в судебный процесс против своей гражданской жены Сандры Дженнингс, и его участие в съёмках в другой стране оказалось проблематичным. Поиск замены занял более восьми месяцев. На роль пробовались Вэл Килмер и Эсай Моралес, в конечном итоге сыгравший в фильме Зико, пока, наконец, импресарио Херта Джин Парсегян не предложил взять на эту роль Винсента Д’Онофрио, даже несмотря на то, что актёр не был его клиентом. Д’Онофрио, который до этого никогда не танцевал танго, сразу приступил к репетициям с хореографом фильма Карлосом Риваролой. По словам Д’Онофрио, помимо танцевальных навыков он позаимствовал у Риваролы некоторые повадки своего героя.
Ещё два месяца заняли поиски главной героини. Одно время на эту роль претендовала испанка Ассумпта Серна, которую предложил Вайсману оператор Хуан Руис Анчиа. Как и Д’Онофрио, она не умела танцевать танго, но бралась научиться. Однако в конце концов роль получила француженка Матильда Май. Май в это время пробовалась на главную женскую роль в фильме «Месть». Хотя пробы оказались для неё неудачными (партнёршей Кевина Костнера в фильме Тони Скотта в результате стала Мэделин Стоу), снимки попали на глаза Вайсману и Шрейдеру, и они решили, что юная французская актриса — как раз то, что им нужно. Когда же выяснилось, что у Май за плечами оконченное с отличием хореографическое училище, да к тому же она прекрасно говорит по-английски, выбор был окончательно сделан.
В ряде эпизодических ролей и ролей второго плана Шрейдер занял технических работников съёмочной группы. Художник-постановщик фильма Энтони Пратт одновременно снялся в роли капитана корабля, а специалист по истории танго Доди Шойер, указанный в титрах как консультант по Аргентине, — в роли иммиграционного чиновника. Английский дизайнер причёсок австралийского происхождения Керри Уорн (личный стилист Николь Кидман, известен также созданием причёсок в стиле 20-х годов для фильма База Лурмана «Великий Гэтсби») сыграл продавца, примеряющего парик главной героине, а художником по костюмам Патрисио Биссо (в этой же функции он участвовал и в создании «Поцелуя женщины-паука») была исполнена небольшая, но заметная роль парикмахера-гомосексуала Гастона. Биссо — не только художник-модельер, но и довольно известный в Бразилии комик. Инес Юхновски, сыгравшая одну из проституток, Бебе, значится в титрах также как член продюсерской группы, а один из ассоциированных продюсеров, Тони Пэйн, исполнил роль официанта на корабле.
На роль матери Зико, хозяйки борделя мадам Боренштейн, Вайсман по совету аргентинских участников группы взял известную аргентинскую актрису Сипе Линковски, знакомую российским театралам по её совместным с Хорхе Донном гастролям в Москве в 1990 году. Хавьер Порталес появляется в фильме в эпизодической роли начальника полиции, а жена брата Дэвида Вайсмана Сэма — Констанс Маккэшин — играет небольшую роль проститутки Флоры. В ролях пары итальянских мафиози снялись ветеран малобюджетных фильмов Роджера Кормана Маркос Войнски и известный аргентинский актёр, режиссёр и театральный педагог Рубен Шухмахер. Роль ювелира Бертони исполнил сын Зеро Мостела Джош Мостел.
Шрейдер также надеялся снять в одной из эпизодических ролей чилийского писателя Хосе Доносо, с которым был знаком по писательскому семинару в Айовском университете, но тот не смог приехать в Буэнос-Айрес на съёмки.

### Финансирование
Окончательный бюджет картины составил около 10 млн долларов и превысил первоначальную смету на 16 процентов. Около половину расходов по созданию фильма взяла на себя японская компания Toho-Towa. Немалую роль в привлечении японцев к финансированию сыграл Шрейдер. Он долгое время жил в Японии и имел связи в японской киноиндустрии (Шрейдер писал свои сценарии как по-английски, так и по-японски). Остальные расходы были покрыты в равных долях несколькими инвесторами из США, Аргентины и Швейцарии. Компания Sugarloaf и Джейн Хольцер уже принимали участие в финансировании «Поцелуя женщины-паука». Вайсман и Хольцер были знакомы ещё по «Фабрике» Энди Уорхола, где Джейн была одной из «суперзвезд Уорхола», а Вайсман начинал свою карьеру. Джейн Хольцер фигурирует в титрах в качестве одного из исполнительных продюсеров с американской стороны. Другим стал калифорнийский адвокат Генри Холмс. С аргентинской стороны фильм финансировали бывший политик, а впоследствии крупный бизнесмен Густаво Карабальо и сын другого известного аргентинского политика Хосе Бера Гелбарда, музыкант Фернандо Гелбард. Часть средств выделила швейцарская студия Praesens-Film. В качестве представителей швейцарцев переговоры с Вайсманом вели Мартин Хелльштерн и Роже Шавински.

### Съёмки
Хотя «Обнажённое танго» стало первым художественным фильмом, самостоятельно снятым Шрейдером в качестве режиссёра, он уже имел некоторый опыт режиссуры при работе над документальным фильмом в жанре мондо «Убивая Америку» (The Killing of America), на съёмках которого, кстати, и состоялось его знакомство с продюсером Дэвидом Вайсманом. Кроме того, в конце работы над «Поцелуем женщины-паука» Эктор Бабенко серьёзно заболел, и окончательный монтаж ленты пришлось осуществлять Шрейдеру.
Съёмки фильма проходили, в основном, в Буэнос-Айресе и Монтевидео, всего в 37 разных местах. В Буэнос-Айресе, среди прочего, снимали в павильонах студии Baires, в квартале Сан-Тельмо, в кондитерских Molina и La Ideal, на авеню Корриентес и улице Эсмеральда, в помещениях Водопроводного дворца, а также на улицах портового квартала Ла-Бока. Сцена на палубе лайнера снималась в Калифорнии на борту «Куин Мэри». В фильме также можно видеть интерьеры расположенных в пригородах Буэнос-Айреса дворца Palacio de Sans Souci и бывшего казино, а ныне музея El Tigre Club.
Как раз в это время в Аргентине в разгар экономического кризиса прошли президентские выборы, в результате которых к власти пришёл Карлос Менем и партия перонистов. Впервые с 1916 года в истории страны власть мирным путём перешла к оппозиции. Политическая и экономическая нестабильность усложняли и удорожали съёмки. Основное место съёмок, полуподвальное кабаре начала XX века, играющее в фильме роль борделя, находилось в аварийном состоянии, и его пришлось срочно ремонтировать. Зима в Южном полушарии оказалась дождливой, что также затрудняло съёмки. Сильный дождь встретил съёмочную группу в первый же день их работы в Буэнос-Айресе 21 июня 1989 года, когда по плану должны были проходить съёмки на натуре. К тому же многие члены съёмочной группы простудились, а некоторые получили пищевые отравления. В результате вместо запланированных 84 съёмки продлились 101 день. К перерасходу бюджета привела и необходимость дачи взяток местным чиновникам. Были и совершенно анекдотичные случаи. Например, для съёмок сцены похорон ювелира у местного похоронного бюро был взят напрокат роскошный гроб, отделанный серебром и чёрным деревом. В разгар съёмок на площадке появились представители похоронного бюро и потребовали вернуть им гроб. Оказалось, что скоропостижно скончался Мигуэль Роиг, министр экономики в правительстве Менема, а этот гроб — лучшее, что есть в распоряжении у похоронного бюро, и срочно требуется для устройства похорон министра по высшему разряду.
Но причиной перерасхода средств были не только алчность аргентинских чиновников и неблагоприятные обстоятельства. Так, незаконно уволенный из-за каприза Вайсмана шофёр продолжал получать зарплату до окончания действия договора, хотя пришлось нанять ему замену, а счёт за частные телефонные переговоры Матильды Май с Парижем составил около миллиона аустралей (тогдашняя аргентинская валюта). Кроме того, Вайсман игнорировал советы аргентинских членов съёмочной группы, предостерегавших его от опрометчивых в финансовом отношении шагов в условиях царившей тогда в стране гиперинфляции. Вайсман попытался договориться с исполнительным продюсером «Горца-2», съёмки которого должны были вскоре начаться в Буэнос-Айресе, об уступке ему части съёмочного оборудования с тем, чтобы сэкономить на пошлинах и транспортных расходах, но сделка не состоялась.

## Фестивальные показы
По некоторым данным, премьера фильма состоялась на Нью-йоркском кинофестивале в сентябре 1990 года, однако упоминание о фильме отсутствует в онлайн-архиве фестиваля и публикациях, посвящённых его истории. «Обнажённое танго» также демонстрировалось на фестивале «Сандэнс» в январе 1991 года и на открытии Фестиваля латиноамериканских фильмов в Нью-Йорке 16 августа того же года, за неделю до выхода в прокат. Уже после начала проката фильма в США лента была показана на 17-м Фестивале американского кино во французском Довиле. В то время этот фестиваль не присуждал официальных призов, однако фильм Шрейдера участвовал в номинации на неофициальную награду фестиваля в числе одиннадцати прочих лент, но остался ни с чем. Вайсман попытался предложить картину на Каннский кинофестиваль, но получил категорический отказ директора фестиваля Жиля Жакоба. В ноябре 1991 после снятия с проката «Обнажённое танго» было показано на кинофестивале в Форт-Лодердейле во Флориде.

## Прокат
Показ «Обнажённого танго» в кинотеатрах Западной Германии начался 27 сентября 1990 года, за несколько дней до объединения с ГДР. Прокат осуществляла мюнхенская Scotia Filmverleih. В Японии и Южной Корее дистрибуцией занималась участвовавшая и в производстве картины Toho-Towa, в Италии — Life International, в Великобритании — Blue Dolphin Films. Фильм долго не мог найти дистрибьюторов в США, наконец, его прокатом занялась New Line Cinema. Прокат открылся 23 августа 1991 года показом в нью-йоркском кинотеатре Cinema II на углу 3-й авеню и 60-й улицы. В сентябре началась демонстрация «Обнажённого танго» в импозантном Village East Cinemas в Нижнем Манхэттене, построенном в 1926 как Идишский театр Мориса Шварца. Показ фильма в США ограничился только этими двумя кинотеатрами. Сборы за первый уик-энд составили чуть более 12 тыс. долларов, всего фильм собрал лишь 83 тыс. долларов. В Италии лента в сентябре 1991 года шла в римском кинотеатре Majestic и миланском Mignon под названием Tango nudo. Швейцарский продюсер Роже Шавински, принимавший участие в производстве картины, в своей автобиографии прямо называет «Обнажённое танго» катастрофой. Чуть лучшие результаты фильм имел в Аргентине, где шёл под названием Tango desnudo, и Европе, в частности в Германии (Nackter Tango). Статья в журнале «Шпигель» связывала этот относительный успех со всплеском интереса к женскому мазохизму в германском обществе. По данным Курубето, единственной страной, где можно говорить об относительно неплохих результатах проката, стала Норвегия.

## Послепрокатная судьба
Фильм был снят с проката в США в октябре 1991 года. После этого в Штатах его ещё можно было увидеть на нескольких второстепенных кинофестивалях. Позднее случались отдельные показы, например, в Майами в октябре 1993 и в Таллахасси в июле 2006 года. Время от времени организуются показы фильма в студенческих кампусах, клубах киноманов и любителей танго, кинолекториях. В Европе фильм иногда демонстрируется по телевидению.

## Издания
Видеокассета с фильмом вышла в Германии 14 января 1991 года, ещё до американской премьеры на фестивале «Сандэнс». В начале 1992 появилась британская видеокассета, выпущенная Warner Home Video. В Канаде Cineglobe и монреальская C/FP Video выпустили две кассеты — на английском и французском языках (последняя — под названием Tango Passion с альтернативным финалом). Имеются также итальянское (Tango nudo) и российское (Екатеринбург Арт, 1996) издания «Обнажённого танго» на VHS. Кроме того, существуют японское (Towa Video, 92 мин., 1991) и тайваньское (Taiwan Lasersoft Corp., 91 мин.) издания на LaserDisc. В 2009 году немецкая Kinowelt выпустила фильм на DVD (85 мин. 30 сек., на диске также записаны трейлер фильма и сценические фото, содержит только немецкую звуковую дорожку).

### Различия версий
После негативной реакции на фильм у аудитории на тестовых показах отснятый материал неоднократно перемонтировался. В результате американская и европейская версии картины различаются финалом. Американская концовка короче и реалистичнее, а европейская носит символический характер и отличается большей драматичностью. Последний кадр американского финала — трупы Чоло и Альбы на залитом красным светом танцевальном паркете. Европейский вариант концовки — Чоло, вздымающий вверх на вытянутых руках окровавленный труп Альбы (этот кадр присутствует на немецком плакате к фильму). Версия на выпущенной в России видеокассете следует американскому финалу.
Версия на изданном в Германии DVD имеет европейскую концовку, но содержит и некоторые отличия от, например, британской версии. Часть сцен расширена, другие, наоборот, сокращены. Добавлены сцены танго на крыше и инсценировки судьёй в своём особняке обстановки лайнера в попытке вернуть Стефани память после мнимой амнезии. Зато целиком отсутствует сцена в магазине с выбором парика. Также весьма существенны отличия в немецком дубляже: в нескольких местах добавлен закадровый голос Стефани, комментирующий происходящее, как бы продолжая записи в дневнике Альбы, а все упоминания евреев и еврейских реалий сведены к минимуму.

## Оценка и восприятие

### Критика
| Профессиональные рейтинги                            | Профессиональные рейтинги |
| Издание                                              | Оценка                    |
| ---------------------------------------------------- | ------------------------- |
| Rolling Stone                                        | [ 35 ]                    |
| Empire                                               | [ 36 ]                    |
| Trash City                                           | B-                        |
| Tookey’s                                             | [ 38 ]                    |
| Prisma                                               | [ 39 ]                    |
| VideoHound                                           | [ 40 ]                    |
| allmovie                                             | [ 41 ]                    |
| il Morandini                                         | [ 42 ]                    |
| il Farinotti                                         | [ 43 ]                    |
| il Mereghetti                                        | [ 44 ]                    |
| Video Movie Guide                                    | [ 45 ]                    |
| Blockbuster Entertainment Guide to Movies and Videos | [ 46 ]                    |
| Leonard Maltin's Movie Guide                         | [ 47 ]                    |
| TLA Film and Video Guide                             | [ 48 ]                    |

| Пользовательские рейтинги | Пользовательские рейтинги |
| Издание                   | Оценка                    |
| ------------------------- | ------------------------- |
| Internet Movie Database   | [ 49 ]                    |
| Rotten Tomatoes           | [ 50 ]                    |
| КиноПоиск                 | [ 51 ]                    |

Хотя сообщения в прессе во время съёмок выглядели многообещающе, сразу после выхода фильм получил резко негативную оценку критиков. Со временем стали появляться и положительные рецензии.
Кэтрин Данфи из «Торонто стар» отмечает позёрский характер фильма и сожалеет об испорченном исходном материале, из которого при других обстоятельствах мог бы получиться хороший фильм. Последнюю мысль разделяет и Винсент Кэнби, который в своём отзыве в «Нью-Йорк таймс» низко оценивает способности Шрейдера как режиссёра и пишет о нераскрытом потенциале фильма. 
Рецензия Питера Трэверса в «Роллинг стоун» сравнивает глубину сценария с туристским путеводителем, а сам фильм называет претенциозным вариантом «Грязных танцев». 
Экспертов Католической кинематографической комиссии из немецкого film-dienst не устраивают прямолинейность трактовки танго как символа любви и смерти, банальность диалогов и плохая игра актёров. 
Статья Джонатана Ромни в «Сайт энд саунд» крайне негативно оценивает многие аспекты фильма, включая неудачную, на взгляд автора, попытку стилизации под фильмы 20-х годов и неубедительную игру Д’Онофрио и Май, а в конце даже обвиняет фильм в антисемитизме. Хотя Ромни не отрицает стремления режиссёра психологически раскрыть характеры главных героев, результат этой попытки признаётся им неудовлетворительным, в том числе из-за чрезмерного педалирования визуальной составляющей. Он также отмечает множество анахронизмов и исторических неточностей, а танцевальные сцены считает не заслуживающими внимания любителей танцев. 
Интересно, что спустя 15 лет после Ромни профессиональная танцовщица и искусствовед Валори Харт, также отметив в своём обзоре небрежность создателей фильма в обращении с историческими реалиями и скудость показанных танцевальных элементов, не сочтёт это серьёзными недостатками, а сам фильм уверенно отнесёт к культовым. 
А спустя ещё семь лет румынскую сценаристку Лоредану Гидарча в её в целом благожелательной рецензии, уже наоборот, не устроят излишний для фильма-притчи (каким, по её мнению, является «Обнажённое танго») реализм и внимание к историческим деталям. 
Ряд позднейших критиков вслед за Ромни отмечают и подчёркнутую пышность декораций Энтони Пратта, но приходят при этом к кардинально противоположным выводам — с их точки зрения, превосходный видеоряд не усугубляет, а, наоборот, полностью искупает недочёты сценария. 
Итальянский критик Серджо Арекко в своей статье в «Фильмкритике» пространно рассуждает о символизме и мифологии танго в произведениях раннего Борхеса, его творческой философии (а также Пуига и отчасти Фасбиндера) и их влиянии на фильм Шрейдера. Влияние поздних фильмов Фасбиндера, а также Дарио Ардженто усматривает и его немецкий коллега Маркус Штиглеггер, дающий «Обнажённому танго» исключительно высокую оценку.

#### Актёрская игра
Наиболее противоречивые оценки критиков вызвало исполнение роли Чоло Винсентом Д’Онофрио. Многие рецензенты считают его игру неубедительной и невыразительной, а сам его выбор на эту роль — режиссёрской ошибкой. Тем не менее некоторые сочли игру актёра превосходной. Несколько лучше киноведы отзываются об игре Матильды Май. Иной раз в их оценках в отношении её даже сквозит некоторое удивление: «неожиданно трогательна» (англ. astonishingly, is touching). Впрочем, зачастую восхищение критиков ограничивается внешними данными актрисы. С другой стороны, исполнители ролей второго плана получили положительные оценки. В отзывах особо отмечают игру Фернандо Рея, Эсая Моралеса и Сипе Линковски. Некоторые критики также удостаивают благосклонным вниманием Патрисио Биссо и Джоша Мостела.

### Культурологический контекст
Кроме собственно искусствоведческой критики фильма, за время, прошедшее с его создания, появились работы, рассматривающие «Обнажённое танго» на более широком культурологическом фоне. Так, профессор Нора Гликман в своей книге проводит его весьма подробный анализ в контексте изображения кинематографом так называемого «белого рабства» начала XX века (речь идёт о принудительной проституции и, более конкретно, о деятельности преступного синдиката «Цви Мигдаль») и сравнивает с фильмами схожей тематики, в то время как интерес к «Обнажённому танго» профессора Эми Камински связан с отражением стереотипного образа Аргентины в массовом сознании и мировом искусстве. С другой стороны, Марта Савильяно в своей статье, посвящённой изображению танго в кино, подробно разбирая фильмы «Танго» Карлоса Сауры и «Урок танго» Салли Поттер, ограничивается лишь кратким упоминанием «Обнажённого танго» в сноске, как более ранней и неудачной попытки исследования той же темы.
Хотя и без подробного рассмотрения, лента также неоднократно упоминается рядом с другими фильмами в работах, посвящённых, среди прочего, таким темам, как Буэнос-Айрес (часто вместе с англо-аргентинским фильмом «Квартира ноль», в котором некоторые критики, помимо общего места действия и актрисы Сипе Линковски, занятой в обеих картинах, находят и другие параллели с «Обнажённым танго»), аргентинский кинематограф, танго, садомазохизм в кино, изображение жизни евреев Латинской Америки в искусстве.
[С]амый антиеврейский фильм с тех пор, как Гитлер остался не у дел.
С подачи консервативного американского критика и политического комментатора правого толка Майкла Медведа, неоднократно упоминавшего «Обнажённое танго» в своих книгах, статьях и публичных выступлениях, фильм стал в определённых кругах символом и часто цитируемым примером безнравственной голливудской кинопродукции. Впрочем, выдвинутое упомянутым в предыдущем разделе Дж. Ромни и подхваченное Медведом обвинение фильма в юдофобии остаётся единичным. Даже единомышленники Медведа видят в «Обнажённом танго» не насмешку над иудаизмом, а, прежде всего, эстетизацию и прославление насилия, пропаганду супружеской неверности и потакание испорченным вкусам европейской и международной аудитории в противовес благочестивым и добродетельным взглядам простых американцев. Мейнстримные же киноведы, признавая антисемитизм одной из тем «Обнажённого танго», вовсе не считают из-за этого сам фильм антисемитским.

### Литературные реминисценции
Юрий Карпенков, один из последователей маргинальной социологической теории онтосинтеза, разработанной Вячеславом Дудченко, несколько неожиданно обращается в одной из своих статей к сюжету «Обнажённого танго» для иллюстрации идей своего учителя и даже цитирует при этом собственное стихотворение, написанное под впечатлением от просмотра фильма.
В сборнике стихов чилийского поэта Хесуса Сепульведы Hotel Marconi есть стихотворение Tango desnudo, навеянное сюжетом «Обнажённого танго».
Аргентинский поэт Роландо Ревальятти создал цикл стихов о фильмах. Одно из стихотворений цикла, Tango desnudo, посвящено ленте Шрейдера..
В одной из книг Тесни Морган сходство внутреннего убранства особняка с пышными декорациями борделя из «Обнажённого танго» подталкивает героиню к его приобретению.

### Тематическое и типологическое сходство
Критики рассматривают «Обнажённое танго» под разными углами и, соответственно, встраивают фильм в различные ассоциативные ряды. Ниже приведены некоторые фильмы, упоминаемые рядом с «Обнажённым танго».
Садомазохизм как приём дзюдо (женщина сперва поддаётся, чтобы потом взять верх)«Империя чувств», «Ночной портье» Лилианы Кавани, «Последнее танго в Париже» Бернардо Бертолуччи.
Эротика как художественный прием, помогающий раскрыть абсурдность идеи власти, силы, господства«Горькая луна» Поланского, «Опасная сторона» Дональда Кэммела.
Жестокая метафора утраты невинности«Горькая луна», «Синий бархат» Дэвида Линча, «На самом дне» Ежи Сколимовского.
Безумно-эксцентричные отношения на фоне Буэнос-Айреса«Не смотри вниз», «Квартира ноль».
Танго как главное действующее лицо«Танго» Карлоса Сауры, «Урок танго» Салли Поттер.
Танго как символ любви и смерти«Танго» Сауры, «Последнее танго в Париже».
Танцевальная мелодрама с примитивным сюжетом«Лихорадка субботнего вечера», «Грязные танцы».
Лучшее из худшего, выдающийся трэш«Шоугёлз» Верховена, «План 9 из открытого космоса», фильмы Расса Мейера и Сэма Пекинпы, «Лак для волос» Дж. Уотерса.
Неудачная попытка эротического фильма для массового зрителя, сексуальный трэш«Дикая орхидея», «Зандали», «Девять с половиной недель».
Злая карикатура на евреев«Вечный жид» и «Еврей Зюсс» Харлана.
Призрачная и гнетущая атмосфера, насилие, навязчивые цветаФильмы Ардженто и позднего Фасбиндера, в частности «Суспирия» и «Керель».
Фильмы, вызывающие сильную, неоднозначную реакцию«Последнее танго в Париже», «Ночной портье», «Синий бархат», «Керель».
Без указания точного характера ассоциативной связи«Дневная красавица», «Последнее танго в Париже», «Лихорадка субботнего вечера».
Несколько особняком стоит Серджо Арекко, связывающий «Обнажённое танго» не с другими фильмами, а с литературными произведениями раннего Борхеса, в частности с его стихотворением «Танго» и рассказом «Мужчина из Розового кафе».

## Музыка
В фильме звучат классические мелодии танго Кумпарсита, Jirón Porteño (Oro Muerto), Región campera, Cuando llora la milonga, Guapeando, Cordon de oro, Arrabal Amargo и Sognando.
Оригинальную музыку к фильму написал представитель известной голливудской композиторской династии Томас Ньюман. Несмотря на то что лента в целом получила разгромные отзывы, критики положительно оценили работу композитора. Так, обозреватель «Нью-Йорк таймс» Винсент Кэнби счёл, что в фильме всё плохо, за исключением музыки Ньюмана. А Самир Хашем в своей рецензии в «Голливуд репортер» особо отмечает понравившиеся ему музыкальные фрагменты.

## Художественные особенности

### Жанр
Большинство критиков определяют «Обнажённое танго» как эротическую мелодраму либо как эротический триллер, хотя в последнем случае часто уточняют, что для настоящего триллера ленте не хватает динамики и остроты сюжета.
Иногда встречается уточнение «танцевальная мелодрама». Немецкий «Словарь кинематографических терминов» даже выделяет фильмы о танго в особый поджанр (нем. Tangofilm). Аргентинский кинематограф знает немало подобных лент (исп. ópera tanguera).
Эпитет «эротический» также требует некоторых пояснений. В ряде рецензий уточняется, что бесспорно высокий градус эротизма в фильме достигается вовсе не постельными сценами (которых совсем немного, и сняты они весьма целомудренно), а, прежде всего, танцевальными номерами. Это не мешает некоторым рецензентам называть «Обнажённое танго» полумелодрамой, полупорнографией.

### Стилистика
Фильм сознательно эксплуатирует эстетику немецкого киноэкспрессионизма 1920-х годов. Сам Шрейдер называет в качестве образцов, на которые он ориентировался, работы Мурнау и Мидзогути. Киноведы и другие члены съёмочной группы упоминают также имена Фрица Ланга, Пабста и фон Штернберга. Дж. Ромни отдельно отмечает влияние визуального стиля фильмов Эриха фон Штрогейма. Режиссёр активно использует весь арсенал экспрессионистских художественных приемов: крупные планы, пристальные взгляды, резкие, глубокие тени, съёмка с острого угла, съёмка через стекло и отражение в зеркале, клубящийся туман и сигаретный дым, мрачная, напряжённая атмосфера, замедленное действие. Немецкий экспрессионистский каммершпиль стал родоначальником сразу двух направлений в Голливуде: фильмов-нуар и классических фильмов ужасов студии Universal. Некоторые критики употребляют для характеристики стиля «Обнажённого танго» менее точные в данном случае, но более знакомые американскому кинозрителю термины «нуар» или «неонуар».
Для воссоздания в цветном фильме настроения, свойственного чёрно-белым экспрессионистским лентам, Шрейдер и оператор Хуан Руис Анчиа прибегают к использованию жёстких основных цветов — красного, синего и чёрного. Необычная цветовая гамма настолько бросается в глаза, что эту деталь отмечают практически все рецензии.

### Культурные аллюзии
Практически все критики видят в «Обнажённом танго» оммаж фильмам 1920-х годов, прежде всего картинам с Рудольфом Валентино в главной роли. Помимо знаменитой сцены танго в самом начале, на протяжении фильма зрителю демонстрируют то журналы с портретом Валентино на обложке, то афиши к «Крови и песку» на улицах Буэнос-Айреса. Часто отмечается и сходство главной героини с образом Лулу из «Ящика Пандоры» Пабста в исполнении Луизы Брукс.
Серджо Арекко и Лоредана Гидарча вообще считают цитату из «Четырёх всадников Апокалипсиса» в открывающих титрах ключевой для понимания «Обнажённого танго». С точки зрения Арекко, режиссёр намеренно использует весь набор культурных штампов, связанных с танго, для достижения максимального драматического эффекта. Схожего мнения придерживается и Валори Харт, по словам которой в фильме «представлены все клише, за исключением розы в зубах» (англ. Every cliché, except the rose in the teeth is represented).
БебеУ тебя была еврейская свадьба… Это спектакль. Даже раввин на самом деле гангстер.
АльбаВсе сплошная ложь, и даже ты.
БебеНе горюй. Я была девственницей 28 раз. На самом деле всё очень просто.
BébeDid you have the Jewish wedding? It’s all fake, you know. Even the rabby is really a gangster.
AlbaEverything is fake, even you.
BébeDon’t be so sad. I was a virgin 28 times. It’s really easy.
А Доменика Флор в качестве такого ключа рассматривает небольшую роль парикмахера Гастона. По её словам, никто в фильме не является тем, за кого себя выдает. Все персонажи, за исключением парикмахера, играют некий образ. Богачка Стефани притворяется Альбой, бедной эмигранткой из Польши. Мадам Боренштейн, любящая еврейская мать и идеальная свекровь, оказывается хозяйкой борделя, наводящей там порядок железной рукой. Её сын Зико изображает нежного жениха и заботливого мужа, который внезапно превращается в безжалостного сутенера. Каждый шаг Чоло — лишь поза, танцевальная фигура. До самой финальной сцены он не раскрывает своих истинных чувств к Альбе. Судью Торреса более всего на свете заботит собственная репутация, то, как он выглядит в глазах других. Ювелир Бертони якобы продаёт «новобрачным» кольцо, прекрасно зная заранее, что платой за него будет секс с «невестой», для которой он станет первым клиентом. Раввин на самом деле один из боссов еврейской мафии. Проститутка Бебе 28 раз была девственницей, а её товарка Флора признаётся, что у неё саднит в горле от притворных стонов. Только парикмахер-гомосексуал свободен от игры в стереотипные мужские и женские роли. Именно из его уст мы слышим правду о Чоло и борделе, и именно он в критический момент сообщает о появлении полиции. Но он же сам и создаёт фальшивые образы Альбы и прочих проституток, меняя им прически. Один лишь Гастон — кукловод, все остальные — куклы, маски.
Доменика Флор подмечает ещё одну интересную деталь, ускользнувшую от внимания прочих критиков или не показавшуюся им важной. Во всех ключевых сценах присутствует стекло, и на нём специально заостряется внимание зрителя. Обнажённая Альба танцует с Чоло танго на фоне витража. Чоло произносит перед Альбой монолог о сексе, а их фигуры отражаются множеством зеркал. Стефани бросает за борт бутылку шампанского, прежде чем занять место Альбы. В сцене борьбы Чоло и Альбы в спальне Зико Чоло впечатывает девушку в оконный переплёт, разбивая при этом стекло. Альба бросает бутылкой в Чоло, когда понимает, что её обвинят в убийстве ювелира. Чоло овладевает Альбой на сиденье автомобиля, усеянном осколками разбитого ветрового стекла. Дважды в фильме слышен звон разбивающегося стекла керосиновой лампы. Чоло швыряет лампу на кухне, отвлекая итальянского мафиозо и спасая жизнь Альбе. А сама Альба, бросив лампу, устраивает пожар в гостинице, чтобы получить возможность сбежать из борделя и вернуться к мужу. Наконец, в финале Чоло выстрелами из револьвера гасит электрическое освещение.

### Комментарии
1. ↑  Так в большинстве источников. По разным данным длительность фильма варьирует от 85 до 94 мин.
2. 1 2  Данные из [Hart, 2006]. Box Office Mojo приводит иное значение — $81 777, Yahoo! Movies Архивная копия от 14 августа 2014 на Wayback Machine и TCMDb Архивная копия от 12 августа 2014 на Wayback Machine — $80 938.
3. 1 2  В некоторых источниках ошибочно стоит 1989 — год окончания съемок или 1991 — год выхода фильма в прокат в США.
4. 1 2 3 4  «Обнаженное танго» и англо-аргентинская лента «Квартира ноль» демонстрировались 28 августа 1994 года на британском телеканале BBC Two в рамках посвящённой культовому кино авторской программы Алекса Кокса Moviedrome Архивная копия от 8 августа 2014 на Wayback Machine. Показ обоих фильмов предварялся развернутым комментарием Кокса. Формат этой передачи нередко позволял показывать сразу два фильма при условии наличия между ними некоторой связи с точки зрения авторов программы.
5. ↑  Так в пресс-ките к «Обнаженному танго». В опубликованном посмертно критическом издании пьесы Архивная копия от 23 сентября 2015 на Wayback Machine проституток шесть, а не семь, они polacas (согласно [Glickman, 2000] это слово, означающее в европейском португальском полек, в бразильском варианте португальского действительно стало обозначать проституток-евреек), и у них русские имена — Анюшка, Катюшка, Надя Александрова и т. д., однако указано, что в первых набросках пьесы Надю звали Янкеле.
6. ↑  В результате, Вайсман отказался от продюсирования этого проекта, по его утверждению, из желания сохранить свою независимость от крупных киностудий.
7. ↑  Такова официальная версия создателей фильма, изложенная, в частности, в [LAT, 1990a]. [Curubeto, 1993, p. 107] же утверждает, что после ухода Пуэнсо из проекта Херт не захотел рисковать своей репутацией, снимаясь в фильме режиссёра-дебютанта.
8. ↑  Не следует путать этот дворец в Сан-Фернандо с его потсдамским и гаитянским тезками.
9. ↑  [NYT, Jan 17, 1991] ошибочно называет этот показ мировой премьерой. Даже если фильм и не демонстрировался до этого в США, он более чем за год до того вышел в прокат в Германии, а в январе 1991 там уже появилась в продаже видеокассета.
10. ↑  [Miami New Times, 1993] называет этот показ премьерой ленты в Южной Флориде, однако согласно [Sun-Sentinel, 1991] фильм уже демонстрировался в ноябре 1991 года на фестивале в Форт-Лодердейле.
11. ↑  Например, в киноклубе Манчестерского городского университета (недоступная ссылка) в апреле 2012 года, а также в рамках некоторых Архивная копия от 5 сентября 2014 на Wayback Machine курсов Архивная копия от 5 сентября 2014 на Wayback Machine в Городском университете Нью-Йорка.
12. ↑  Например, в московском кафе-клубе «Контрабас» в декабре 2007 года.
13. ↑  Часть источников, включая [Flor, 2002a] и IMDb Архивная копия от 22 марта 2015 на Wayback Machine, утверждает, что в американском финале отсутствует вынесенный на обложку немецкого DVD кадр, где Чоло выстрелами из револьвера разбивает электрические лампы. Этот символический жест и впрямь плохо вяжется с относительным реализмом американской концовки, тем не менее, имеющиеся на YouTube видеоматериалы подтверждают его наличие в русской и американской версиях.
14. ↑  Аргентинки Мариса Уррути и Мирта Бланко также принимали участие в производстве обеих лент в качестве ассистентки художника по костюмам и гримера, соответственно, но их вклад был слишком незначителен, чтобы привлечь внимание критиков.
15. ↑  В многочисленных списках кинофильмов о танго. Примерами, кроме уже упомянутой выше [Savigliano, 2005, p. 355], могут служить [Klančnik, 1993], [Gonzalez & Yanes, 2013, p. 208] (где кадр из фильма к тому же вынесен на обложку), [Сарџоска, 2010] и [Зеленкова, 2012, с. 140], а также множество веб-сайтов, созданных любителями танго.
16. ↑  Так, [Stiglegger, 2006], рассуждая об «Империи чувств», видит определённое концептуальное сходство этого фильма с «Последним танго в Париже», «Ночным портье» и «Обнаженным танго».
17. ↑  Например, статья Film: Latin America в словаре The Cambridge Dictionary of Judaism and Jewish Culture, а также программы нескольких Архивная копия от 5 сентября 2014 на Wayback Machine курсов Архивная копия от 5 сентября 2014 на Wayback Machine отделения иберийских языков и литератур в Queens College, CUNY.
18. ↑  Например, книга Медведа Hollywood vs. America, его речи в Hillsdale College Архивная копия от 12 августа 2014 на Wayback Machine и на Eagle Forum Council в Сент-Луисе, а также постоянная колонка в USA Today. Рассуждения Медведа цитируются также в [Hattemer & Showers, 1993, p. 22].
19. ↑  См. однако [Padva, 2011, p. 422]. Примечательно, что позиция Медведа и Падвы в этом отношении смыкается с мнением автора маргинального и крайне антисемитского блога [Просветитель, 2013], называющего себя редактором онлайн-журнала ИПХС «Просветитель». Схожий упрек, хотя и в несколько смягченной и завуалированной форме, содержится также в [Cebollada, 1992, p. 374], где автор считает причиной провала фильма в прокате то, что евреи увидели себя в нём опороченными.
20. ↑  Псевдоним английской писательницы Жанны Ярд (англ. Jeanne Yarde), под которым она публикует свои эротические романы.
21. ↑  Некоторые источники, например [Curubeto, 1998, p. 124], ошибочно приписывают авторство музыки Лало Шифрину.

### Цитаты
1. ↑  

Этот фильм настолько позерский, что ему место в журнале Vogue. Или в нём место Мадонне. […] Подумать только, какой бы фильм мог получиться из этого материала. И возможно ещё получится. Если только не превратит опять будоражащую подлинную историю в траченый временем танцевальный рекламный плакат.Оригинальный текст (англ.)This movie is so heavy into poses, it should have been in Vogue. Or Madonna should've been in it. […] Think of the movie it might make. Might still make. As long as it, too, doesn't turn an electrifying true story into a dated dance poster.— The Toronto Star, 1992
2. ↑  

Фильм не то чтобы абсурден, просто его потенциал остался нераскрытым. Мистер Шрейдер, создавший несколько отличных сценариев («Поцелуй женщины-паука»), похоже понятия не имеет, как вразумительно выразить такую безумную, безрассудную любовь языком кино.Оригинальный текст (англ.)The film isn't really preposterous, just unrealized. Mr. Schrader, who has written some very good screenplays ("Kiss of the Spider Woman"), doesn't seem to have any idea of how to make such crazy, heedless love comprehensible in film terms.— NYT, Aug 23, 1991
3. ↑  

Хотя фильм ярко воссоздает аргентинское дно 1924 года, аляповатый сценарий соответствует своей глубиной туристическому путеводителю. […В]сего лишь «Грязные танцы» с претензией.Оригинальный текст (англ.)Though the film strikingly re-creates the Argentinian underworld in 1924, the lurid script has the depth of a travel brochure. […M]erely a Dirty Dancing with pretensions.— Rolling Stone, 1990
4. ↑  

[Т]анго трактуется как примитивная метафора эротики и влечения к смерти, а плоские диалоги и утрированная игра актёров не делают эту попытку романтизации мачизма удобоваримее.Оригинальный текст (нем.)[D]er Tango wird als eindimensionale Metapher für Erotik und Todessehnsucht gedeutet, wobei platte Dialoge und übertreibende Darsteller diese Verklärung des Männlichkeitswahns nicht erträglicher machen.— film-dienst
5. ↑  

[П]сихологизм фильма оказывается размыт поверхностно очерченными характерами и излишним акцентом на вызывающе вычурных декорациях Энтони Пратта. Танго здесь полностью исчерпывается наличием бюста у женщин и тонких гангстерских усиков у мужчин.Оригинальный текст (англ.)[T]he film's insights are diluted by flat characterisation and its overemphasis on Anthony Pratt's luridly baroque  settings. To all intents and purposes, tango here is about nothing more than heaving breasts and razor-sharp side-whiskers.— Sight & Sound, 1991, No. 5
6. ↑  

Режиссёрский дебют Леонарда Шрейдера является одним из наиболее восхитительных и нескрываемо прекрасных фильмов, когда-либо появлявшихся на большом экране. Пусть традиционный сюжет пленницы, влюбляющейся в своего поработителя, и поднимает свою уродливую голову, но он подавляется безупречной красотой декораций и костюмов и захватывающей амбициозностью фантазии Шрейдера. […В] конечном итоге, сам фильм можно с равным правом счесть скорее балетом, чем целлулоидной лентой. Единственная идея фильма — идея красоты. […] Красоты угрожающей и агрессивной. Шрейдер многое поставил на кон для своего дебюта, и у него получилось. В «Обнаженном танго» ему удалось создать один из самых чудесных образцов кинематографического искусства последних десятилетий. Обворожительно-красивое и неподдельно жуткое «Обнаженное танго» — это один из лучших фильмов, какие вам доведется увидеть.Оригинальный текст (англ.)Leonard Schrader’s directorial debut is in fact one of the most indulgent and overtly gorgeous films yet seen on the big screen. The traditional path of the captive coming to adore her captor raises its ugly head but stifling this is the sheer beauty of the set, design and costumes and breathtaking ambition of Schrader’s vision. […All said the film itself can be considered equally in the light of a ballet rather than a piece of celluloid. The film’s only statement is that of beauty. […] The beauty of danger and the beauty of battle. Schrader has taken on a massive gamble for his debut and it has worked. In Naked Tango he has created one of the most awesome pieces of cinematic work seen for decades. Beautiful, gorgeous and thoroughly dangerous Naked Tango ranks as one of the best films you will ever see.— EUFS,
7. ↑  

Еще радикальнее, чем в фильмах Карлоса Сауры и Бернардо Бертолуччи, Шрейдер демонстрирует танго как ритуал Эроса и Танатоса. В захватывающе контрастных картинках, насыщенных основными цветами, разворачивает он перед зрителем свою историю безумной любви, которая может закончиться лишь смертью. Эстетическими ориентирами ему служат поздние фильмы Райнера Вернера Фасбиндера и фильм Ардженто «Суспирия», роковой любовный треугольник у него обычно окрашен в кроваво-красные тона. Результатом стал нестареющий эротический триллер. Неувядаемо-прекрасная, достигающая высокой истерики мелодрама. […] «Обнаженное танго» — забытый маленький бриллиант своего времени.Оригинальный текст (нем.)Radikaler noch als die Filme von Carlos Saura und Bernardo Bertolucci zeigt Schrader den Tango als ein Ritual um Eros und Thanatos. In faszinierenden chiaroscuro-Bildern, getaucht in Primärfarben, entfaltet er seinen amour fou, der nur im Tod enden kann. Ästhetisch orientiert er sich an den späten Filmen von Rainer Werner Fassbinder und Argentos SUSPIRIA (1977), taucht das fatale Liebesdreieck meist in dunkles Rot. Das Ergebnis ist ein erotischer Thriller, dem man sein Alter niemals anmerkt. Ein zeitloses schönes, ins Hysterische übersteigertes Melodram. […] NAKED TANGO ist ein vergessenes kleines Juwel seiner Zeit.— Ikonen, 2001
8. ↑  

В фильме щедро акцентируется исключительная музыка Томаса Ньюмена. Особенно незабываема виолончельная тема, помеченная в заключительных титрах как «Тема Альбы». Будучи исполненной на виолончели, она необыкновенно напоминает плачущий человеческий голос или голубиное воркование, а повтор на фортепиано превращает её в драматический рефрен. Поверх поразительного (и неожиданного) немого отрывка в открывающих титрах использован другой хитроумно синтезированный аккорд — шокирующий звук, напоминающий скрежет многотонных гигантских стальных ворот, ведущих в запретный город, или возможно, в ад.Оригинальный текст (англ.)Thomas Newman’s exquisite incidental score is amply highlighted. A cello theme is particularly unforgettable. It’s referred at as “Alba’s Theme” in the end credits. It resembles nothing short of human voice weeping, or a flock of pigeons cooing when it is played on cello, and transforms into an operatic riff when replayed on solo piano. Over a stunning (surprise) silent opening credit sequence, another inventive synthesized sound is utilized — a shocking sound evoking the noise of tons-heavy giant steel gate to a forbidden city, possibly hell.— THR, 1990

### Дополнительные материалы
- Ein bißchen Schmerz :  [нем.] // Der Spiegel. — 1990. — H. 40 (1 Oktober). — S. 299—302.
- Levine, Suzanne Jill. Manuel Puig and the Spider Woman : His Life and Fictions :  [англ.]. — Madison, WI : The University of Wisconsin Press, 2001. — С. 367. — ISBN 0-299-17574-X.
- Карив, Аркан. В поисках справедливости // ЛЕХАИМ. — 2011. — № 8 [232] (август).
- Spider Woman Team Mulling a Rematch :  [англ.] // New York Magazine. — 1987. — Vol. 20, no. 47 (30 November). — P. 13.
- Chanko, Kenneth M. The Chameleon :  [англ.] // New York Magazine. — 1989. — Vol. 22, no. 19, Fast Track. Screen Gems. (8 May). — P. 30.
- Hamilton, William. Blessed, Life and Films of Val Kilmer :  [англ.]. — 2008. — С. 74. — ISBN 1-4382-2400-1.
- Vidal, Nuria. Assumpta Serna :  [исп.]. — Barcelona : Icaria, 1993. — P. 81. — ISBN 84-7426-211-9.
- Portrét: Mathilda Mayová :  [чеш.] // Kino : obrázkový filmový čtrnáctideník. — Praha, 1993. — č. 8. — S. 16—17.
- Fuguet, Alberto. Primera parte :  [исп.]. — Penguin Random House, 2011. — P. 36. — ISBN 9563470133.
- Savigliano, Marta E. Destino Buenos Aires: tango-turismo sexual cinematografico :  [исп.] // Cadernos Pagu. — 2005. — No. 25. — P. 327—356. — ISSN 0104-8333. — doi:10.1590/S0104-83332005000200012.
- Nogués, Germinal. Buenos Aires, ciudad secreta :  [исп.]. — Buenos Aires : Sudamericana, 1994. — P. 78. — ISBN 950070823X.
- Ciria, Alberto. Más allá de la pantalla : Cine argentino, historia y política :  [исп.]. — Buenos Aires : Ed. de la Flor, 1995. — P. 238. — ISBN 9505153856.
- Klančnik, V. Tango; ljubezen, ples v krvi, Buenos Aires in generali — v treh minutah :  [словен.] // Glasbena mladina. — Ljubljana, 1993. — S. 16—17.
- Gonzalez, Mike. Tango : Sex and Rhythm of the City :  [англ.] / Gonzalez, Mike, Yanes, Marianella.. — London : Reaktion Books, 2013. — P. 208. — ISBN 1780231458.
- Танго — исторический танец XX века. Тенденции развития. // Материалы четвертой конференции по вопросам реконструкции европейских исторических танцев XIII—XX вв. 26—27 февраля 2011 г / Академия русского балета им. А. Я. Вагановой. Санкт-Петербургский клуб старинного танца. — СПб. : Изд-во Политехнического ун-та, 2012. — С. 134—141. — ISBN 978-5-9301-0039-6.
- Stiglegger, Marcus. Ritual & Verführung : Schaulust, Spektakel & Sinnlichkeit im Film :  [нем.]. — Berlin : Bertz und Fischer, 2006. — S. 92. — ISBN 3865053033.
- Hattemer, Barbara. Don’t Touch That Dial : The Impact of the Media on Children and the Family :  [англ.] / Hattemer, Barbara, Showers, H. Robert.. — Lafayette, LA : Huntington House, 1993. — P. 22. — ISBN 1563840359.
- Padva, Gilad. Gay Martyrs, Jewish Saints and Infatuated Yeshiva Boys in the New Israeli Religious Queer Cinema :  [англ.] // Journal of Modern Jewish Studies. — 2011. — Vol. 10, no. 3. — P. 421—438. — ISSN 1472-5886. — doi:10.1080/14725886.2011.608558.
- Cebollada, Pascual. Biografía y películas de Fernando Rey :  [исп.]. — Barcelona : CILEH, 1992. — P. 374. — ISBN 8487411126.
- Rhoades, Richard N. The “Wine” of Violence and Sex // Lady Liberty : The Ancient Goddess of America :  [англ.]. — Bloomington, IN : iUniverse, 2013. — P. 292. — ISBN 978-1-4759-7486-7.
- Карпенков, Ю. В. Размышления об онтосинтезе жизни // Социальный конфликт : научно-практический журнал / гл. ред. А. К. Зайцев. — Калуга : КаИС, 2001. — № 2 (30). — С. 71—94.
- Sepúlveda, Jesús. Naked Tango :  [англ.] = Tango desnudo : [пер. с исп.] // Hotel Marconi / Translated by Paul Dresman. — 2° edición bilingüe. — Santiago : Cuarto Propio, 2006. — P. 83—84. — ISBN 956-260-371-7.
- Morgan, Tesni. All the Trimmings :  [англ.]. — London : Black Lace, 2009. — P. 41. — ISBN 0753525089.
- Manrique, Jaime. Eminent Maricones : Arenas, Lorca, Puig, and Me :  [англ.]. — Madison, WI : The University of Wisconsin Press, 1999. — С. 47. — ISBN 0-299-16180-3.
- Curubeto, Diego. Lalo bizarro // Babilonia Gaucha : Ataca de nuevo :  [исп.]. — Buenos Aires : Sudamericana, 1998. — P. 124. — ISBN 950-07-1476-0.
- Bird, Daniel. Roman Polanski :  [англ.]. — Harpenden : Pocket essentials, 2002. — С. 77. — ISBN 1903047897.
- Fantoni Minnella, Maurizio. L’immagine dell’America Latina nei cineasti europei e nordamericani :  [итал.] = La colonización estética de América Latina : [пер. с исп.] // Cinecritica. — 2002. — No. 25 : gen—mar. — Первая публикация эссе была на испанском языке в Verbigracia, еженедельном литературно-художественном приложении к газете El Universal (Каракас, Венесуэла) в 2001 году.

### Дополнительно
- John M. Wilson (7 января 1990). Vincent D'Onofrio, Screen Chameleon. Los Angeles Times (англ.).
- Aljean Harmetz [in английский] (17 января 1991). Sundance Film Festival Veers From Mainstream. The New York Times (англ.).
- Наташа Сарџоска (2010). Да се живее, значи да се танцува танго. Блесок (макед.). ISSN 1409-6900.
- Anne Thompson [in английский] (4 августа 1989). Hollywood Increasingly Turning to Latin American Themes. Chicago Tribune (англ.).
- Ron Alexander (9 августа 1991). Movie Houses: The Oases Of Summer. The New York Times (англ.).
- Eleanor Blau (15 августа 1991). 100 Films In Festival Latino. The New York Times (англ.).
- Alphabetical Listing of All Films in All New York Film Festivals (англ.). The New York Film Festival: Archive. Film Society of Lincoln Center (2007).
- NYFF Film List (M—Z) (англ.). Film Society of Lincoln Center (2012).
- Daniel Rubinton. NYFF29: Gus Van Sant’s “My Own Private Idaho” (англ.). Blog. Film Society of Lincoln Center (5 августа 2012).
- «Вечный жид/Der ewige Jude» (1940) и «Обнаженное танго/Naked Tango» (1990). Журнал ИПХС «Просветитель». Живой Журнал (26 октября 2013).
- Tom Austin (13 октября 1993). Swelter 26. Miami New Times (англ.).
- Scott Eyman [in английский] (14 января 2011). Jane Holzer, Palm Beach's glamorous 'superstar'. PBPulse (англ.). Архивировано 16 августа 2014. Дата обращения: 14 августа 2014.
- Alan Pauls (28 сентября 2003). Bésame mucho. Página/12 (исп.).
- Fred Ritzel. Tangofilm (нем.). Lexikon der Filmbegriffe. CAU Kiel (30 августа 2012).
- Фестиваль фильмов о танго во Владивостоке. KINOTE (8 июня 2010).
- Rolando Refagliatti. Tango desnudo (исп.). Nevando en la Guinea (3 мая 2013).